# マイダナク天文台
マイダナク天文台（マイダナクてんもんだい、英語: Maidanak Observatory、ロシア語: Майданакская высокогорная обсерватория）は、ウズベキスタン・カシュカダリヤ州のマイダナク高原西部にある天文台である。マイダナクはシャフリサブスの南方45kmの位置にあり、1970年に設立された。1990年以降はウズベキスタン科学アカデミー管轄下にあるウルグ・ベク天文学研究所により管理が行われている。マイダナク天文台は付近のキタブにあるキタブ国際緯度観測所と合わせ、ウズベキスタン国内屈指の天文学研究施設となっている。天文台の研究部門はキタブ付近のキタブ国際緯度観測所とタシュケントのウルグ・ベク天文学研究所に設置されている。